# Bombarderos (banda)
Bombarderos es una banda de rock procedente de Barcelona, España, fundada en 1986 y de amplia trayectoria musical, considerada una de las mejores bandas de culto de rock españolas en su género. Su formación original incluyó a Ricardo Papaceit «Chele» (voz y guitarra), Luis Val «Lucky» (bajo) y Francisco Pascual «Larry» (batería y arpa de boca), procedentes de Macana Brothers, y Jorge Soto «Jordi» (guitarra y vocal en algunos temas). La estética de la banda es motard, pues algunos de sus miembros estuvieron vinculados al motoclub «Centuriones», precursores de los Hells Angels españoles, y los temas de la banda se cantan en inglés.
Sus influencias musicales les vinculan a Lynyrd Skynyrd, Creedence Clearwater Revival, Molly Hatchet incluso a las primeras leyendas del rock Jerry Lee Lewis y Gene Vincent. 
En 1989 publican su primer álbum Cuatro perros (Semaphore) y ese mismo año aparecen en el programa Plàstic de TVE. En 1990 publican su segundo álbum Sueños cromados (Polar Records) y participan en una gira nacional con Loquillo y los trogloditas. Tras la gira, se suman a la formación dos coristas femeninas, Estrella Cabrera y Mónica. A partir de entonces son habituales de las salas más importantes del momento, llegando a tocar en el Festival Free Wheels en Francia (1994) junto a figuras como Blackfoot y Toto. El 20 de abril de 1991 telonearon a Wishbone Ash en la sala Zeleste de Barcelona, y en 1995 también lo hicieron con ZZ Top en Madrid y Barcelona. Por esas fechas se une a la formación Francesc Bertran «Pelut» a la guitarra.
El sencillo Smile on my face fue número uno en las listas honky tonk de California, pero no hubo productora en España que se decidiese a impulsar una gira aprovechando el tirón del éxito.[cita requerida] Tras Sueños Cromados y aunque se planteó editar un tercer álbum, las constantes desavenencias y malas experiencias con productoras desembocan en la disolución de la banda.
En 2015 la banda regresó a los escenarios, consumando su vuelta con un concierto por su 30 aniversario en la sala Razzmatazz 2 de Barcelona, el 3 de junio de 2016.

## Discografía
Cuatro Perros (LP - 1989)
1. Don't Stop Me Now
2. Wild Wild West
3. Moonlight On Highway
4. Ramblin' Man
5. Boom Boom
6. True Love
7. Overdose
8. Get Out On The Road
9. Left My Town
10. No Name's Song B5
11. She Was A Lady

Sueños Cromados (LP - 1990)
1. Fly Like A Rainbow
2. Lonesome Higway
3. Smile On My Face
4. Rollin' On
5. Almas Boogie
6. Against The Waves
7. Talk To You Tonight
8. Frisco Bay
9. Cool Cool Woman
10. Whiskey Rock'N'Roller
11. Rollin' On (Acustic Version)

## Formación actual

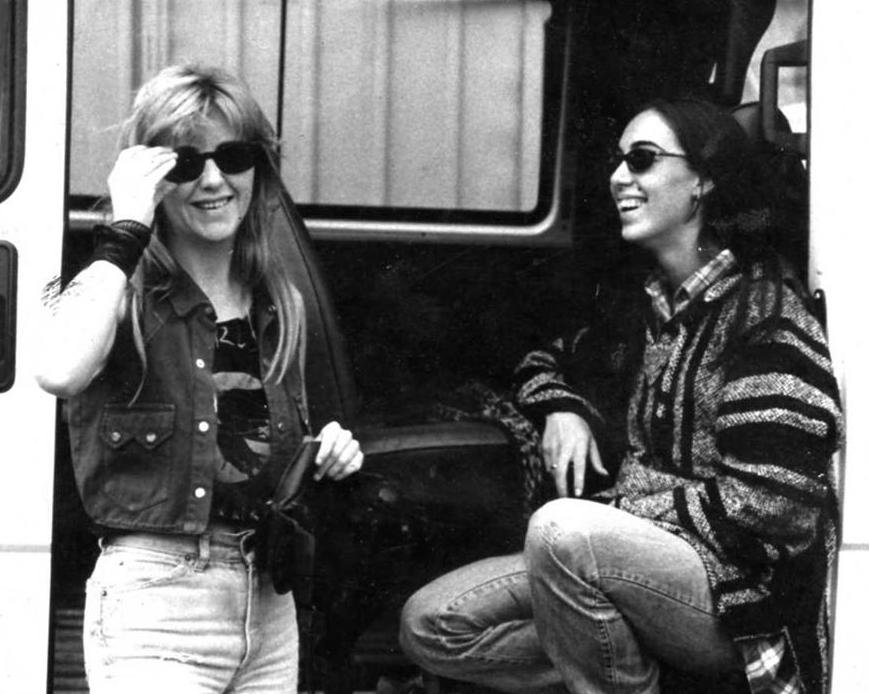
Estrella y Mónica, las coristas de Bombarderos durante el trayecto al Festival Free Wheels de Francia (1994)

- Ricard Papaceit «Chele» (Voz/Guitarra)
- Jordi Soto (Guitarra)
- Francesc Beltran (Guitarra)
- Jaume T. Rivera (Bajo)
- Sito (Batería)

### Coristas
1986 - 1996
- Estrella y Mónica

2015 - Actualidad
- Estrella y Jodie Cash (para la gira de regreso «La Leyenda Continúa»)